# 西小召镇
西小召镇，是中华人民共和国内蒙古自治区巴彦淖尔市乌拉特前旗下辖的一个乡镇级行政单位。

## 行政区划
西小召镇下辖以下地区：
西小召村、土城子村、西局子村、乃玛岱村、金星村、公田村、邓存店村、北圪堵村、槐木村、复胜村和万太公村。